# Stanisław Skalski
Stanisław Skalski (Kodyma, 27 de noviembre de 1915 - Varsovia, 12 de noviembre de 2004) fue un piloto militar polaco que combatió en la Segunda Guerra Mundial, donde alcanzó el grado de mayor general. Según la lista de Bajan, derribó 18 aviones por sí solo y otros 3 junto con otros pilotos, lo que lo convierte en el mayor as de la aviación de Polonia.

## Biografía

### Infancia y juventud
Stanisław Skalski nació el 27 de noviembre de 1915, cerca de Odessa en la aldea de Kodyma, gobernación de Jersón, Imperio ruso (actualmente en el Óblast de Odessa, en Ucrania) en la familia de un agrónomo.
En 1918, su familia se mudó a Polonia, donde se graduó del Gymnasium en Dubno en 1933, ya soñaba con la aviación. Continuó su educación en el Instituto Politécnico de Varsovia y en la Facultad de Ciencias Políticas. Estuvo involucrado en el aeroclub de Mokotów. En 1935 dejó sus estudios y se unió al ejército polaco.
En otoño de 1935 se formó en la Escuela de Cadetes de Oficiales de Reserva de Infantería en Zambrów, y en enero de 1936 ingresó en la Escuela de Cadetes de Aviación de Dęblin ("Escuela del Águila"). Completó sus estudios en la escuela superior de pilotos en Grudziądz, graduándose en 1938,[cita requerida] y fue asignado a la 142.ª Escuadrilla de Combate del 4.º Regimiento Aéreo en Toruń.

### Segunda Guerra Mundial
Desde el comienzo de la Segunda Guerra Mundial participó en los combates a bordo de un caza PZL P.11.
El 1 de septiembre, atacó un avión de reconocimiento alemán Henschel Hs 126, que acabó siendo derribado por Marian Pisarek. Aterrizó al lado del avión derribado y capturó a los tripulantes, a los que vendó y organizó su traslado a un hospital militar. Los alemanes sobrevivieron a la guerra, y en 1990, Skalski se reunió con el expiloto observador Fritz Wimmer.[cita requerida] Al día siguiente, nueve PZL P.11 interceptaron dos formaciones de aviones Dornier Do 217 sobre el río Vístula. Los pilotos polacos consiguieron derribar siete bombarderos bimotores, de los que dos fueron atribuidos a Skalski.
Para el 16 de septiembre, Skalski había alcanzado el estatus de as de la aviación, con seis aviones alemanes derribados, siendo el primer as aliado de la Segunda Guerra Mundial.
El 17 de septiembre, fue evacuado a Rumanía, cruzando la frontera por Śniatyń. Luego subió a un barco griego que lo llevó a Beirut y porteriormente a Marsella.
En enero de 1940, fue enviado a entrenarse en el Reino Unido. Fue asignado al 302º Escuadrón Polaco de Combate «Poznan». Desde finales de agosto de 1940, participó en la Batalla de Inglaterra como parte del 501.º Escuadrón de Cazas de la Real Fuerza Aérea Británica (RAF), a bordo de un caza Hawker Hurricane. El 5 de septiembre de 1940, su avión fue derribado sobre Inglaterra, aunque pudo evacuarlo en paracaídas. Quedó herido con quemaduras, y recibió primeros auxilios en un hospital militar. Regresó al servicio a fines de octubre de 1940.
El 1 de marzo de 1941 fue transferido al 306.ª Escuadrón Polaco «Torun», sirvió originalmente como el puesto de mando, a partir de abril haciendo misiones de combate sobre la Europa ocupada. En julio, fue ascendido a capitán, fue nombrado comandante de vuelo en la escuadra. Voló en Supermarine Spitfire. Desde marzo de 1942 ordenó el enlace en el 316.º Escuadrón «Varsovia». El 30 de abril de 1942, fue elegido comandante del 317.º Escuadrón «Vilna» y participó en el apoyo aéreo fallido intento de desembarco de los aliados en Dieppe. Desde noviembre de 1942 ejerció como instructor en la 58.º unidad de formación.
Desde febrero de 1943, sirvió en el escuadrón de combate polaco que operaba en Túnez, el llamado «Circo de Skalski» El título se da en relación con la habilidad de los pilotos, el más famoso de los cuales fue Skalski. Entonces ordenó (hasta octubre de 1943) el 601.er Escuadrón, que participó en el desembarco aliado en Sicilia. Desde diciembre de 1943, comandante del 131.º Ala aérea (polaca), luego del 133.º Ala aérea (polaca), que entre junio y julio de 1944 prestó apoyo aéreo a las tropas aliadas durante la batalla de Normandía.
Luego estudió en la universidad del personal de mando en Fort Leavenworth (Kansas), dio conferencias sobre tácticas para los oficiales de la aviación estadounidense. Después de volver a Europa, sirvió en la sede del 11.º Grupo Aéreo, y en marzo de 1945, en la sede del 133.º Ala aérea (polaca).
Durante la guerra, realizó 321 salidas de combate, en las que derribó dieciocho aviones enemigos (más dos plausibles, tres derribos compartidos y cuatro "probables").

### Posguerra
Después del final de la Segunda Guerra Mundial se negó a ofrecer servicio en la Fuerza Aérea Británica (con la recepción de la ciudadanía británica) y en 1947 regresó a Polonia. Desde el 24 de junio de 1947 ocupó el puesto de Inspector de la técnica de pilotaje en la sede de la Fuerza Aérea. El 4 de junio de 1948, fue arrestado con cargos de espionaje, torturado durante los interrogatorios conocidos por su crueldad por el investigador Humer. En 1950, fue condenado a muerte por un tribunal militar bajo la presidencia de Mieczysław Widaj, pero en 1951 el presidente Bolesław Bierut conmutó la pena por cadena perpetua. 11 de abril de 1956, fue liberado de prisión y rehabilitado.
En noviembre de 1956, fue reinstalado en el servicio en la Fuerza Aérea de Polonia. En 1957, fue ascendido a teniente coronel, entrenado para volar en un avión a reacción, pero sirvió principalmente en el suelo.
En 1968 fue nombrado secretario general del Aeroclub Polaco con el rango de coronel. El 10 de abril de 1972 pasó a la reserva. En 1957, publicó un libro de memorias, titulado «Cruces negras sobre Polonia» (en polaco: Czarne krzyże nad Polską). Fue miembro de la Sociedad de Combatientes por la Libertad y la Democracia - la organización oficial de los veteranos de la República Popular de Polonia. En 1980 participó en las actividades de la Alianza Patriótica «Grunwald», de carácter nacionalista y comunista. En 1988 fue promovido a mayor general.
En la década de 1990 se dedica a actividades políticas. En 1991, se postuló sin éxito para el Senado con el apoyo del Partido Laborista Demócrata Cristiano. Apoyó las protestas del Sindicato Agrícola «Autodefensa» (Związek Zawodowy Rolnictwa „Samoobrona”), y en 1992 fue uno de los fundadores del movimiento político populista Autodefensa, dirigido por Andrzej Lepper. En 1993 se presentó sin éxito para el Sejm. Los datos sobre los últimos años de la vida de Skalski son contradictorios. Según algunas fuentes, él los vivió en la pobreza después de sus tutores para recoger una propiedad y ahorros. Para otros, vivía en un hogar de ancianos privado.[cita requerida]

## Premios y condecoraciones
- Virtuti Militari ( Polonia)., Cruz de Oro
- Virtuti Militari ( Polonia)., Cruz de Plata
- Cruz del Valor ( Polonia)., cuatro veces
- Orden Polonia Restituta ( Polonia)., Cruz de Caballero
- Orden de la Cruz de Grunwald ( Polonia)., 3.ª clase
- Orden del Servicio Distinguido ( Reino Unido).
- Cruz de Vuelo Distinguido (Reino Unido) ( Reino Unido). con dos barras
- Estrella de 1939-1945 ( Reino Unido). con barra de la Batalla de Inglaterra
- Estrella de Italia ( Reino Unido).